# Dziecko Rosemary (miniserial)
Rosemary's Baby − dwuodcinkowy miniserial produkcji amerykańskiej, oryginalnie nadany przez telewizję NBC w maju 2014 roku. Adaptacja powieści grozy Iry Levina o tym samym tytule. Projekt wyreżyserowała Agnieszka Holland, w tytułową rolę Rosemary wcieliła się Zoe Saldaña.

## Obsada
- Zoe Saldaña − Rosemary Woodhouse
- Patrick J. Adams − Guy Woodhouse
- Jason Isaacs − Roman Castevet
- Carole Bouquet − Margaux Castevet
- Christina Cole − Julie
- Olivier Rabourdin − komisarz Fontaine
- Féodor Atkine − dr. Sapirstein
- François Civil − Jacques
- Weronika Rosati − Ginger
- Wojciech Pszoniak − Monsieur Wees
- Stefano Cassetti − niebieskooki mężczyzna